# Gregg Housh
Gregg Housh  é um ativista, hacker e jornalista, mais conhecido do grupo hacktivista Anonymous em um protesto contra a Igreja da Cientologia. Foi co-fundador e CEO Rebel News, um jornal com o objetivo de abordar ativismo, política, direito e mais.  Trabalhou como desenvolvedor web e gerente de negócios por 1 ano na DGF Technologies. Na TV, foi consultor da série americana House of Cards durante 14 episódios.
 

Atualmente, mora numa cidade perto de Boston com sua esposa e filhos. Ele ajudou a popularizar a legião Anonymous, cumpriu pena na prisão federal após sofrer acusações por violar direitos autorais e se descreve como “Mr. Fun-Computer-Criminal-Guy in the 90s.”

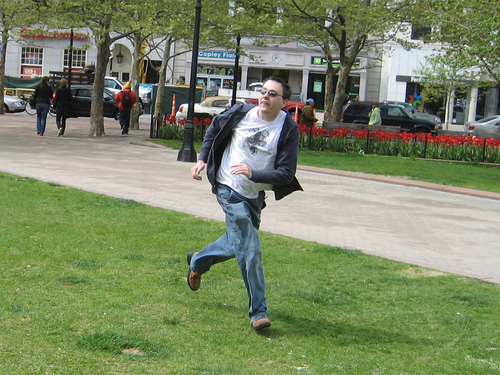

## Biografia
Gregg Housh completou o ensino médio na escola L. D. Bell High School em 1995. Passou a maior parte da sua juventude evitando a força tarefa do FBI enquanto ajudava a operar o principal software de pirataria da Internet, vivendo uma vida de hacker. Em 2000, a perseguição finalmente acabou e ele foi preso. Ele passou os 7 anos seguintes entrando e saindo do tribunal até que ele se declarou culpado de conspiração por violar direitos autorais em 2007. Ele foi preso em uma penitenciária federal, na qual sua pena incluiu estadia de 27 dias na solitária. Após a liberação, ele trabalhou uma série de trabalhos relacionados com informática, enquanto continuava a participar de várias tribos virtuais. Logo após seu papel chave na campanha de protesto global do Anonymous contra a Igreja da Cientologia foi tornado público em 2008, Housh começou a servir como um intérprete de mídia e ser entrevistado por jornais, sites, rádio e televisão. Ele apareceu em vários jornais e tem sido citado em publicações em todo mundo. Ele continuou a trabalhar a trabalhar com participantes do grupo Anonymous em várias operações, oferecendo conselho e outras formas de apoio quando é necessário. 

## Carreira
- (2010 - 2015) Proprietário da Local SEO Services, empresa especializada em rankings do Google e Yahoo, durante cinco anos[2].
- (2015 - Presente) Fundador e CEO da Rebel News, jornal com o objetivo de publicar informações sobre ativismo, política e direitos.[2]

### Rebel News
Rebel News foi fundada em maio de 2015, por Gregg Housh (co-fundador e CEO), James Curcio (editor chefe) e Anna Geoffroy. Seu objetivo era abordar vários problemas-chave no ambiente de notícias atuais: pobre controle de qualidade em fontes de mídia independentes, corporativo, governamental e controle ideológico excessivo na grande mídia, e a questão dos leitores não saberem como se envolver com as causas que importam.

## Ativismo

### Anonymous
Gregg Housh está entre os mais proeminentes membros do Anonymous, um conjunto disperso de ativistas conhecidos por usar máscaras de Guy Fawkes em protestos Occupy Wall Street e lançar ataques online contra grupos de ódio e pornografia infantil, bem como agências governamentais e corporações como PayPal e Visa. Um de seus empreendimentos mais conhecidos foi o Projeto Chanology, uma campanha troll que ele ajudou na liderança contra a Igreja da Cientologia, que incluiu pegadinhas e uma breve queda do site da igreja através de ataques de negação de serviço.

### Projeto Chanology
Durante os ataques de negação de serviço sofridos pela igreja, Housh e um grupo de Anons (como são chamados os membros da legião Anonymous) publicaram um vídeo no qual uma voz robótica falava em nome do Anonymous. A voz se dizia aos "líderes da Cientologia" que "Pelo bem de seus seguidores, pelo bem da humanidade - pelas risadas - nós vamos expulsa-los da Internet." Em dez dias, o vídeo atraiu milhares de visualizadores.
A Igreja da Cientologia solicitou uma liminar e uma ordem de restrição para impedir Anonymous de protestar em 15 de março de 2008, citando ameaças supostamente feitas por Anonymous. Tanto a liminar e a ordem de restrição foram negados. Em 31 de março de 2008, Radar Online informou que representantes de escritórios de advocacia entregaram cartas legais aos suspeita de serem membros do Anonymous, muitas vezes em suas casas. A Igreja entrou com queixa de invasão e assédio criminal contra o organizador de Boston Gregg Housh, que foi acusado de perturbar uma assembléia de culto, perturbando a paz, e assédio. O gabinete do Procurador Distrital retirou a acusação de assédio.
Housh não parou de procurar problemas, ele só faz isso para que ele considera fins nobres atualmente. Ele afirmou em sua página pessoal do LinkedIn "Ultimamente, eu tenho focado em fazer com que hollywood e o governo entendam melhor sobre hackers e ativistas, ou hacktivistas mais especificamente. Ainda tem muito trabalho a fazer afim de controlar o excesso de acusação sofrida por esse tipo de ativistas e ajudar a ilustrar de forma mais realista em filmes e TV". 

## TV e Documentários
Além de participar como ativista em protestos, Housh também participou como consultor e trabalhou no sub-plot de um personagem hacker na série da Netflix House of Cards. Seu objetivo em trabalhar na série era mudar a visão que o público e os produtores tem de hackers, dando um tom mais realista ao personagem.
Participou de dois documentários sobre hacktivismo, We are legion: The Story of the Hacktivists e The Hacker Wars.